# Ahytherium aureum
L'ahyterio (Ahytherium aureum) è un mammifero xenartro estinto, appartenente ai pelosi. Visse nel Pleistocene superiore (circa 700.000 - 11.000 anni fa) e i suoi resti fossili sono stati ritrovati in Sudamerica.

## Descrizione
Questo animale è noto per fossili ben conservati e quasi completi, comprendenti uno scheletro di un esemplare immaturo, che in vita doveva essere lungo circa tre metri, alto un metro e pesante forse mezza tonnellata. Come tutti i bradipi terricoli, Ahytherium era dotato di un corpo robusto e di zampe munite di possenti artigli. Ahytherium era simile ad altri bradipi terricoli giganti come Megalonyx, ma possedeva alcune caratteristiche che lo distinguevano nettamente: la testa, ad esempio, era estremamente corta e alta, e possedeva ossa frontali rigonfie dorsalmente. Le arcate zigomatiche erano ampie, in particolare i processi frontali, mentre le ossa lacrimali erano strette, a forma di lame e dirette anterolateralmente. La dentatura comprendeva denti caniniformi sottili, ricurvi e a sezione ovale. L'omero era dotato di una cresta deltopettorale poco sviluppata, mentre il femore possedeva un grande trocantere posto distalmente. La forma delle vertebre caudali indica che la coda era appiattita dorsoventralmente. 

## Classificazione
Ahytherium aureum venne descritto per la prima volta nel 2008, sulla base di fossili ben conservati ritrovati a Poço Azul, una caverna sommersa nel parco nazionale della Chapada Diamantina in Brasile, nello stato di Bahia.
I fossili indicano che questo animale era un megalonichide, un gruppo di bradipi attualmente rappresentato dal solo genere Choloepus, il bradipo didattilo. Tra i megalonichidi, sembra che Ahytherium fosse strettamente imparentato con Megistonyx, un altro bradipo terricolo gigante del Brasile. Fossili attribuiti ad Ahytherium sono stati ritrovati anche nello stato di São Paolo.

## Paleoecologia
Ahytherium doveva essere un bradipo terricolo di grosse dimensioni, che si muoveva piuttosto lentamente e che poteva difendersi dai carnivori grazie ai possenti unghioni. La forma appiattita della coda suggerisce che Ahytherium potesse essere un buon nuotatore. L'affine Megistonyx, invece, sembrerebbe essersi adattato ad ambienti di alta quota. Un altro bradipo nuotatore, più specializzato per la vita marina, è Thalassocnus. 